# 陳瑞聰
陳瑞聰（1949年8月28日—），成功大學電機系學士，曾任金寶電子執行副總經理，現任仁寶電腦董事長。

## 外部連結
- 仁寶陳瑞聰：戰爭不會結束
- 張殿文.仁寶總經理陳瑞聰~提升忠誠度的四大必要.數位時代雙週第87期